# Milja Thureson
Milja Mirjam Thureson (* 23. Mai 1994 in Kaarina) ist eine finnische Leichtathletin, die sich auf den Sprint spezialisiert hat.

## Sportliche Laufbahn
2013 nahm Milja Thureson erstmals an einer internationalen Großveranstaltung, den Junioreneuropameisterschaften in Rieti, teil. Dabei belegte sie über 100 Meter in 12,02 s den fünften Platz. 2014 war sie Teil der finnischen Stafette für die Europameisterschaften in Zürich, bei denen die Finninnen mit 44,22 s in der Vorrunde ausschieden. Bei den U23-Europameisterschaften 2015 im estnischen Tallinn belegte sie in 11,79 s Platz sieben über 100 Meter und stellte im Halbfinale eine neue persönliche Bestleistung auf. Zudem wurde sie mit der Staffel im Vorlauf disqualifiziert. 2022 schied sie bei den Europameisterschaften in München mit 53,63 s in der ersten Runde über 400 Meter aus und verpasste mit der Staffel mit 3:33,40 min den Finaleinzug. 2024 schied sie bei den Europameisterschaften in Rom mit 3:26,51 min erneut im Vorlauf mit der Staffel aus und im Jahr darauf kam sie bei den Halleneuropameisterschaften in Apeldoorn mit 55,58 s nicht über die erste Runde über 400 Meter hinaus.
2018 wurde Thureson finnische Meisterin im 200-Meter-Lauf. Zudem wurde sie 2011 und 2019 Hallenmeisterin im 60-Meter-Lauf sowie 2019 und 2022 über 400 Meter.

## Persönliche Bestleistungen
- 100 Meter: 11,62 s (+0,6 m/s), 9. Juli 2015 in Tallinn
  - 60 Meter (Halle): 7,42 s, 10. Februar 2019 in Bærum
- 200 Meter: 23,65 s (+0,2 m/s), 22. Juli 2018 in Jyväskylä
  - 200 Meter (Halle): 24,02 s, 10. Februar 2019 in Bærum
- 300 Meter: 38,14 s, 18. Mai 2022 in Jyväskylä
  - 300 Meter (Halle): 38,83 s, 29. Januar 2025 in Jyväskylä
- 400 Meter: 53,12 s, 9. Juli 2022 in Kortrijk
  - 400 Meter (Halle): 53,20 s, 19. Februar 2022 in Kuopio